# 24-Stunden-Betreuung
Die gesetzliche Regelung der 24-Stunden-Betreuung stellt den Versuch der österreichischen Politik dar, die oft illegal durchgeführte Pflege in der Hauskrankenpflege in legale Bahnen zu lenken.

## Geschichte
1989, nach dem Fall des Eisernen Vorhanges, entstand langsam aber stetig eine Betreuung in der Hauskrankenpflege, wo so genannte böhmische Schwestern für je zwei Wochen im Haushalt mit lebten, und dafür neben Kost und Wohnung und Reisekosten, auch eine Bezahlung von ungefähr 350 Euro die Woche erhielten. Nach diesen zwei Wochen begann eine zweite Person im Wechsel die nächsten zwei Wochen, während die erste Person für zwei Wochen in die Heimat zurückkehrte.
Der Betroffene, der Betreute, zahlte für die Vermittlung und Organisation einen Jahresbetrag an einen Verein, während die Personenbetreuer, eigentlich nur Frauen, in ihrer Heimat sich versichert haben, und ihre Steuern bezahlt haben.
Befördert wurde die Entwicklung durch Pflegezuschüsse diverser Länder, Vorreiter war 1990 Vorarlberg mit Fredy Mayer, und letztlich die bundesweite Einführung des Pflegegeldes mit 1993.

### 2006
Im Bundeswahlkampf kam es im Sommer 2006 zu einer teils heftig geführten Pflegedebatte, zumal einige wenige Betroffene wegen Anzeigen mit hohen Steuerzahlungen bedroht wurden. Umgekehrt ist die Situation so, dass selbst bei guter Pension und hoher Pflegegeldstufe, diese selbstbestimmte Form der Pflege, nicht ohne Ersparnisse finanzierbar ist.

### 2007
Im Regierungsprogramm zur XXIII. Gesetzgebungsperiode wurde die Weiterentwicklung von bedarfsgerechten Betreuungs- und Pflegemodellen angesagt. Eine jährliche Anpassung des Pflegegeldes an die Inflation wurde jedoch verneint. Das Pflegegeld soll nur einmal in den vier Jahren valorisiert werden. Die Einteilung der Pflegestufen, wo Unstimmigkeiten zum tatsächlichen Stundenaufwand seitens der Pflege angemeldet wurden, will die Regierung überprüfen.
Es entstand nach Verhandlungen zwischen den zwei Regierungsparteien SPÖ und ÖVP im Juni 2007 das Hausbetreuungsgesetz, mit Gültigkeit ab 1. Juli 2007.
Mit dem Hausbetreuungsgesetz wurde das freie Gewerbe der Personenbetreuung als selbständige Tätigkeit erstmals geregelt, mit Musterwerkvertrag, und einem Musterarbeitsvertrag.
Diesem Gesetz folgte aber bald eine so genannte Amnestieregelung bis um Ende des Jahres.

### 2008
Anfang des Jahres wollte man die Amnestie erneut verlängern, was insofern vereinbart wurde, dass bis Juni 2008 Amnestie besteht, wenn rückwirkend zum 1. Januar 2008 die Betreuer selbständig oder unselbständig vom Betroffenen angemeldet werden.
Am 13. März 2008 wurde im Parlament eine Novelle des Gesundheits- und Krankenpflegegesetzes beschlossen, welches die Qualifikation des Personenbetreuers regelt, welcher eine theoretische Ausbildung (200 Stunden) vergleichbar einer Heimhilfe nachweisen muss.
Weiters wurde die bestehende Pflegeausbildung mit der Möglichkeit eines Pflegestudiums verbunden. Im Herbst 2008 soll in Wien eine Fachhochschule beginnen, wo im Anschluss ein Masterstudium an der Universität Wien möglich ist.
Die derzeitige Konzentration der Politik auf das Teilproblem 24-Stunden-Betreuung verstellt den Blick auf das größere Ganze der Pflege. Wobei die Kompetenzen diffus beibehalten wurden, weil weiterhin viele Ministerien und Gebietskörperschaften damit befasst sind. Es ist wieder nicht gelungen, hier eine einheitliche österreichweite Lösung zu finden. Dass die derzeitige Diplomausbildung zum Krankenpfleger nicht zur Matura führt, bewirke die Gefahr einer Bildungssackgasse.
Dem Bedürfnis nach möglichst geringer Beteiligung von verschiedenen Bezugspersonen ist mit der 24-Stunden-Betreuung entsprochen worden. Die Kompetenzen des Personenbetreuers könnten sogar erweitert werden, aber nicht ohne Abklärung und Kontrolle durch Diplompersonal. Leistbar ist die 24-Stunden-Betreuung nach wie vor nur für wenige. Der Beruf der Pflege und Betreuung ist nach wie vor unterbewertet, sowohl bei der Qualifizierung, wie auch beim Image, der Bezahlung, den Aufstiegsmöglichkeiten.

### 2009
Die Zahl der legalen selbständigen Heimpfleger hat sich innerhalb eines Jahres von 7.700 auf 20.000 erhöht.

### 2017
Für 2017 wurde für die legalen selbständigen Heimpfleger für Österreich eine Zahl von 70.000 angenommen, Tendenz steigend, mit Kosten von 1500 bis 2000 Euro im Monat. Bedingt durch die Abschaffung des Pflegeregresses mit 1. Jänner 2018 wird nun eine steigende Umschichtung in Pflegeheime angenommen.

### 2019
2019 wurde das Österreichische Qualitätszertifikat für Vermittlungsagenturen in der 24-Stunden-Betreuung (ÖQZ-24) gemäß den Richtlinien des Sozialministeriums eingeführt. Die Zertifizierung erfolgt auf freiwilliger Basis. Am 21. Oktober 2019 wurde das Zertifikat an die ersten 15 Agenturen verliehen.

### 2020
Anfang 2020 wurden etwa 33.000 Pflegebedürftige durch 62.000 24-Stunden-Betreuern gepflegt, mit einem Frauenanteil von 95 % unter den Betreuern. Bedingt durch die COVID-19-Pandemie kam es zu Schwierigkeiten und Verzögerung bei der Organisation und Anreise der regelmäßig wechselnden Betreuer. Angehörige suchten dringend nach Betreuungspersonen, andererseits erlebten viele ausländische Betreuer einen Verdienstausfall, da sie nicht nach Österreich einreisen konnten. Die Regierung reagierte, indem sie beispielsweise Betreuern, die ihren Aufenthalt um einige Wochen verlängerten, einen Bonus zahlte, mit Nachbarstaaten um sichere „Korridore“ für die Anreise der Betreuungspersonen verhandelte und einige Betreuer auf öffentliche Kosten einfliegen und während ihrer zweiwöchigen Quarantäne in Hotels unterbringen ließ.

## Finanzielle Förderung neben dem Pflegegeld
Ein Anspruch auf Förderung besteht, wenn die betreuungsbedürftige Person
- rund um die Uhr betreut werden muss und
- Pflegegeld ab Stufe 3 bezieht
- oder bei Stufe 1–2 eine Demenzerkrankung vorliegt und
- das Einkommen die Grenze von € 2.500,– für eine alleinstehende Person nicht übersteigt. Diese Einkommensgrenze erhöht sich für jeden unterhaltspflichtigen Angehörigen um € 400,–, für jeden behinderten unterhaltspflichtigen Angehörigen um € 600,–. Nicht zum Einkommen zählen (auszugsweise) Familienbeihilfe, Kinderbetreuungsgeld und Pflegegeld, Wohnbeihilfe, Sonderzahlungen. Vermögen der betreuungspflichtigen Person bleibt seit dem 1. November 2008 unberücksichtigt.
- Um die Förderung in Anspruch nehmen zu können, muss seit dem 1. Jänner 2009 nachgewiesen werden, dass die Betreuungskraft über eine theoretische Ausbildung verfügt, die einem Heimhelfer entspricht oder seit mindestens 6 Monaten die Betreuung einer pflegebedürftigen Person sachgerecht im Sinne des Hausbetreuungsgesetzes oder gemäß dem Personenbetreuungsgesetz der Gewerbeordnung durchgeführt hat oder bestimmte pflegerische Tätigkeiten nach Anweisung, Unterweisung und unter Kontrolle einer diplomierten Pflegekraft bzw. eines Arztes bzw. einer Ärztin ausübt.
- Für unselbständige (in einem Dienstverhältnis stehende) Betreuungskräfte beträgt die Förderung € 550,– pro Monat und Betreuungskraft. Die maximale Förderung beträgt € 1.100,– pro Monat und gilt für zwei Betreuungskräfte.
- Für selbständige Betreuungskräfte (Unternehmer mit Gewerbeschein) beträgt die Förderung € 275,– pro Monat und Betreuungskraft. Die maximale Förderung beträgt € 550,– pro Monat und gilt für zwei Betreuungskräfte. Hier ist zu beachten, dass bei selbständigen Betreuungskräften, die von der Kranken- und Pensionsversicherungspflicht ausgenommen sind, keine Förderung gewährt wird.

Anlaufstelle für die Förderung sind die Landesstellen des Bundessozialamtes. Dort sind die Förderungsanträge einzureichen.